# بيتزا ديترويت
بيتزا ديترويت هي بيتزا مستطيلة الشكل ذات قشرة سميكة، مقرمشة، وقابلة للمضغ. تغطى تقليديا حتى الحواف بجبنة الموتزاريلا أو جبن ويسكونسن، والتي يتكرمل على المقلاة المستطيلة الثقيلة ذات الجوانب العالية. كانت البيتزا على طراز ديترويت تُخبز في الأصل في صواني فولاذية مستطيلة مصممة لاستخدامها كصواني تنقيط للسيارات أو لحمل الأجزاء الصناعية الصغيرة في المصانع. تطور خلال منتصف القرن العشرين في ديترويت بولاية ميشيغان، قبل أن ينتشر إلى أجزاء أخرى من الولايات المتحدة في العقد الأول من القرن الحادي والعشرين. إنه أحد أشهر الأطعمة المحلية في ديترويت.

## الوصف

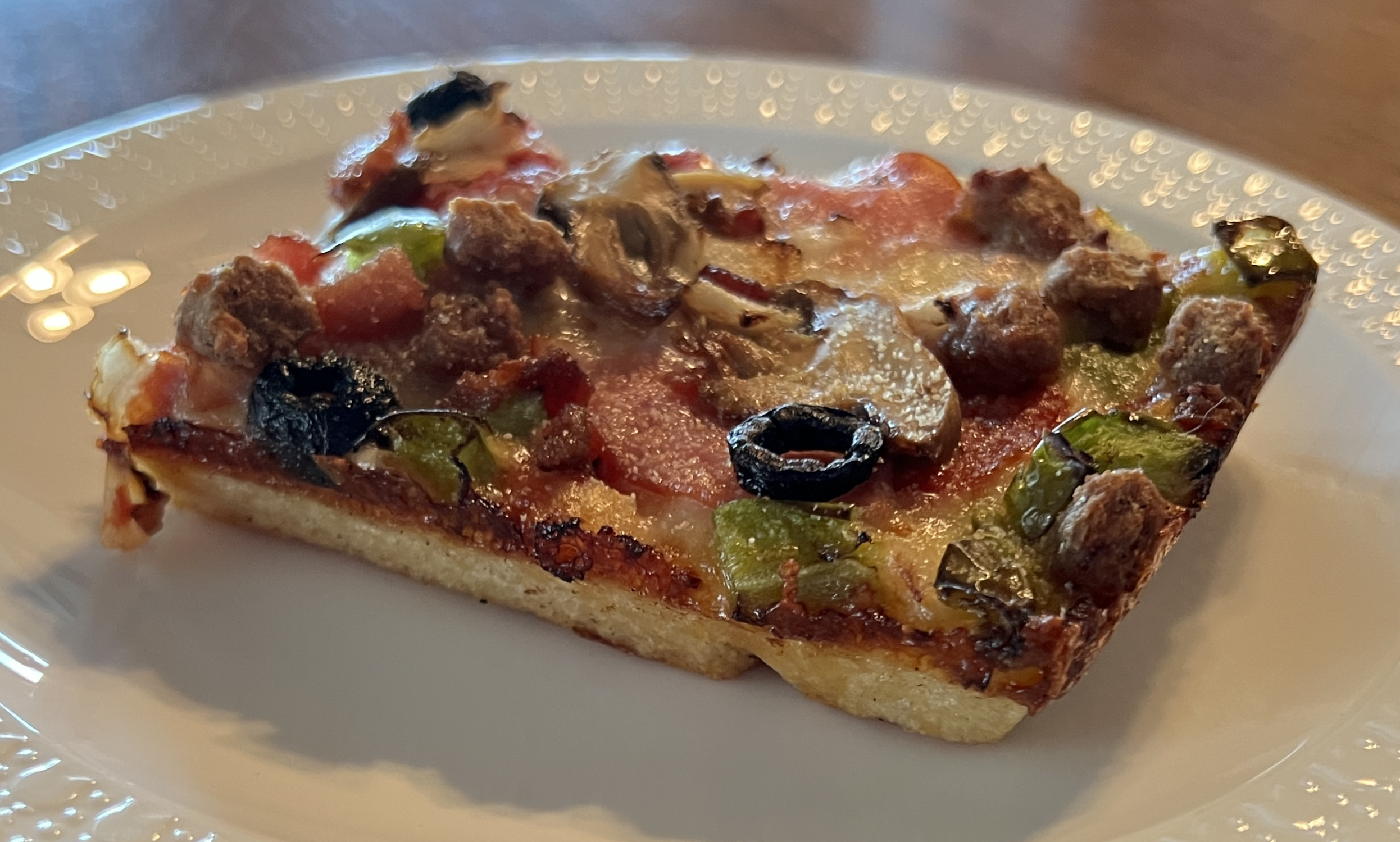
شريحة بيتزا على طراز ديترويت بقشرة مفتوحة ومسامية ومضغية

بيتزا ديترويت هي بيتزا مستطيلة عميقة مغطاة بجبنة ويسكونسن وصلصة مطبوخة تعتمد على الطماطم. عادةً ما تحتوي العجينة على مستوى ترطيب بنسبة 70 بالمائة أو أعلى، مما يخلق قشرة مفتوحة ومسامية ومضغية ذات سطح خارجي مقرمش. تتخمر العجينة الطازجة مرتين وتمد باليد إلى زوايا المقلاة. عند تتبيل المقالي الفولاذية الجديدة، عادة ما تحتاج إلى الخبز الجاف باستخدام 10–18 أونصة (280–510 غرام) من العجين لكل مقلاة. يقول راندازو أن القشرة يجب أن تكون حوالي1 1⁄2 بوصة (40 مليمتر)سمك للحصول على بيتزا على طراز ديترويت الحقيقي. تنتج النكهة الزبدية للقشرة من كمية صغيرة من الزيت وخصائص ذوبان جبن الموزاريلا وجبن الطوب ويسكونسن. يصف موقع Shield's Pizza أهمية الصلصة للنكهة وكيفية ضمان الجودة من خلال خبز البيتزا باستمرار لمدة 13 دقيقة عند 440 °ف (227 °م). تضع بيتزا لويس البيبروني أولاً، أسفل ما يقرب من رطل من جبن الطوب، ثم تخبز البيتزا على درجة 700 °ف (371 °م). يمكن لجبن الطوب أن يتحمل الحرارة بسبب محتواه العالي من الدهون.
يوضع الببروني في بعض الأحيان مباشرة على القشرة، وقد توضع بعض الإضافات الأخرى مباشرة فوق الجبن مع الصلصة المطبوخة اختياريًا كطبقة نهائية، توضع في قطع صغيرة أو في «خطوط سباق»، خطين أو ثلاثة خطوط من الصلصة. تتطلب بعض الوصفات إضافة الصلصة بعد خروج البيتزا من الفرن. يُشار إلى هذا النمط أحيانًا باسم «الجزء العلوي الأحمر» لأن الصلصة هي الطبقة النهائية.
يفرد الجبن على الحواف ويتكرمل على المقلاة المستطيلة الثقيلة ذات الجوانب العالية، مما يمنح القشرة حافة دانتيلية مقرمشة. هذه الحافة، المعروفة باسم فريكو، هي الجبن المكرمل المقرمش الذي يمتد على طول حواف البيتزا على طراز ديترويت. وفقًا لمجلة Pizza Today التجارية، «مفتاح هذه البيتزا هو الجبن الكراميل اللذيذ الذي يذوب على طول الجدران الداخلية للبيتزا».

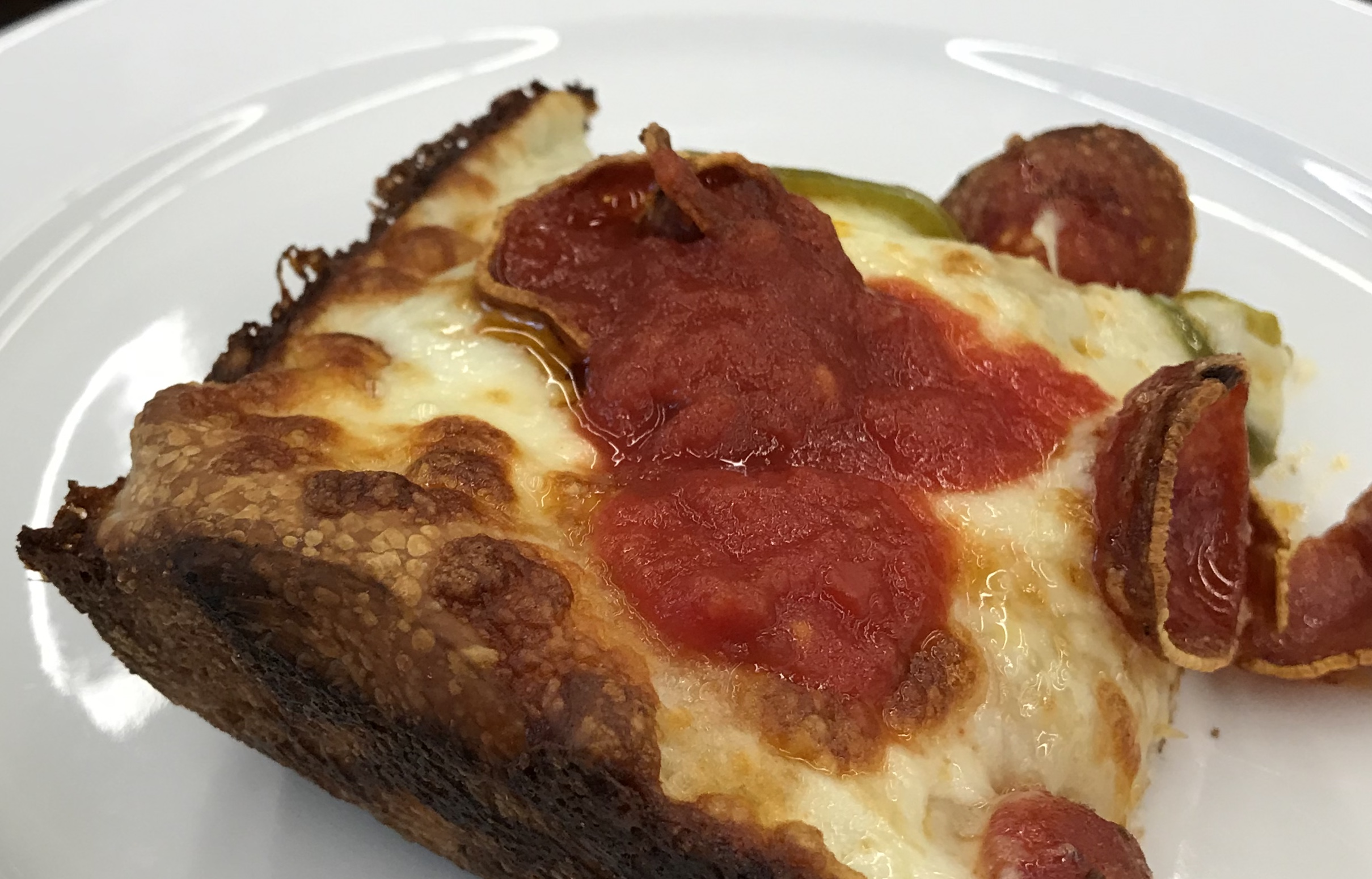
بيتزا على طراز ديترويت تتميز بقشرة الجبن الدانتيلية النموذجية مع الصلصة في الأعلى

## التاريخ

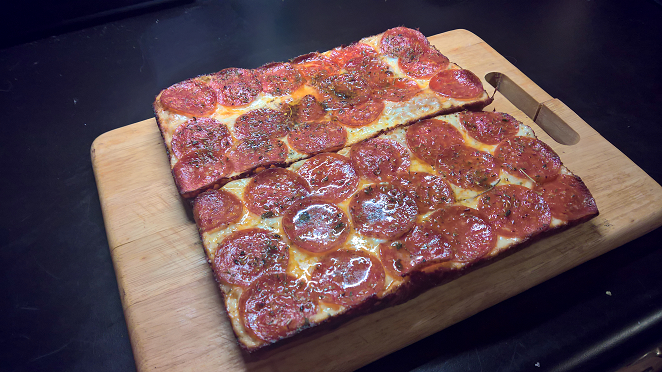
بيتزا بقشرة سميكة على طريقة ديترويت

تطورت البيتزا على طراز ديترويت في عام 1946 في Buddy's Rendezvous، وهو مكان غير قانوني كان مملوكًا لـ Gus وAnna Guerra ويقع في زاوية Six Mile Road وConant Street في ديترويت. تختلف المصادر حول ما إذا كانت الوصفة الأصلية على الطريقة الصقلية تعتمد على وصفة والدة آنا جويرا للسفينشيوني أو وصفة من إحدى موظفات المطعم، وهي امرأة صقلية تدعى كوني بيتشيناتو. ابتكرت الوصفة «قشرة تشبه فطيرة الفوكاتشيا» وقام المطعم بخبزها في قوالب فولاذية زرقاء متوفرة لدى موردي السيارات المحليين لأن قوالب الخبز المتوفرة في ذلك الوقت لم تكن مناسبة للطبق. صنعت المقالي الفولاذية بواسطة شركة Dover Parkersburg في ثلاثينيات وأربعينيات القرن العشرين، وكانت تُستخدم في الأصل كصواني تنقيط أو لحمل الأجزاء الصغيرة أو الخردة المعدنية في مصانع السيارات. لا تزال بعض المقالي التي يتراوح عمرها بين 50 إلى 75 عامًا قيد الاستخدام.
أُعيد تسمية المطعم لاحقًا إلى Buddy's Pizza. في عام 1953، باعها آل جيرا وافتتحوا بار Cloverleaf في إيستبوينت، ميشيغان. كان الموظف السابق في Buddy's، لويس تورتوا، يصنع البيتزا في Shield's قبل تأسيس Loui's Pizza في Hazel Park، ميشيغان. أطلقت صحيفة ديترويت نيوز على تورتوا لقب «ملك البيتزا» في عام 1978. سلسلة المطاعم الوطنية Jet's، وسلسلة المطاعم المحلية Shield's، وLuigi's the Original of Harrison Township هي مطاعم محلية أخرى شهيرة تقدم هذا النمط.
قال ويسلي بيكولا، كبير مسؤولي العلامة التجارية في Buddy's Pizza، والذي بدأ العمل في Buddy's كمساعد في ثمانينيات القرن العشرين، إنه لم يسمع أبدًا مصطلح «على طراز ديترويت» قبل ثمانينيات القرن العشرين عندما استخدمته إحدى المجلات التجارية، وحتى بعد ذلك نادرًا ما استخدم باستثناء المقالات التجارية الوطنية. حتى عام 2007، كانت بعض وسائل الإعلام المحلية تشير إلى الأسلوب باعتباره «على الطراز الصقلي». تساءل بعض صانعي البيتزا على طراز ديترويت في مناطق أخرى عما إذا كان ينبغي تسمية البيتزا الخاصة بهم بهذا الاسم، حيث «أحيانًا يكون لدى الناس أفكار سلبية حول ديترويت».
كانت البيتزا على طراز ديترويت شائعة في جميع أنحاء منطقة ديترويت ولكن حتى العقد الأول من القرن الحادي والعشرين لم يكن من الشائع العثور عليها في المطاعم خارج المنطقة. في عام 2011، افتتح شقيقان من ديترويت، زين وبراندون هانت، مطعم بيتزا على طراز ديترويت في أوستن، تكساس باسم Via 313، مستخدمين اسم «طراز ديترويت» كنقطة للتمييز. في عام 2012، ابتكر أحد أصحاب المطاعم في نيويورك بيتزا أطلق عليها «على طريقة ديترويت»، على الرغم من أنه لم يسبق له زيارة ديترويت من قبل، باستخدام عجينة الفوكاتشيا والموتزاريلا والريكوتا.

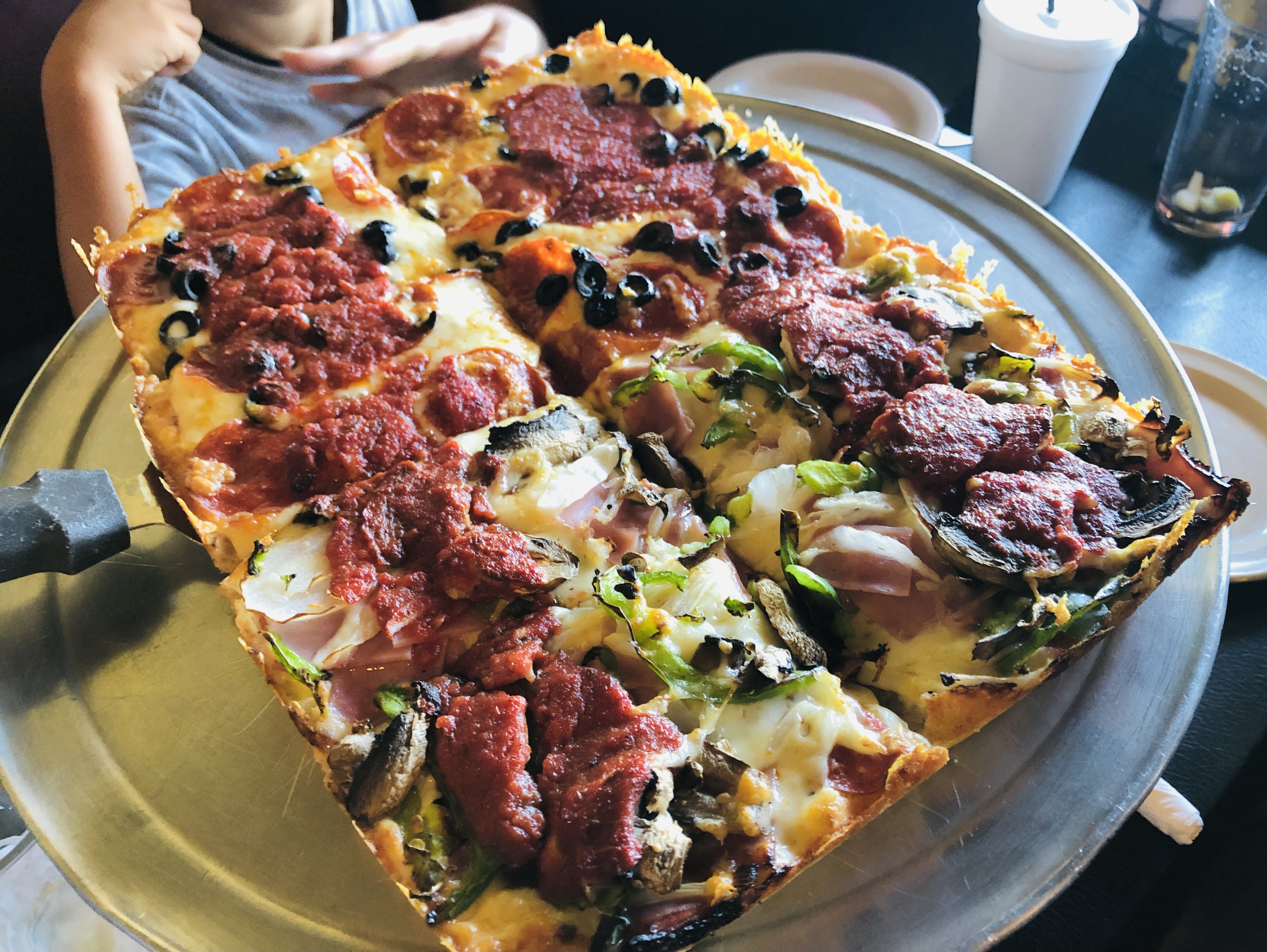
بيتزا ديترويت مع صلصة «سباق الخطوط» الموضوعة فوق الإضافات

في عام 2012، فاز طاهي المطعم المحلي شون راندازو ببطولة العالم في معرض لاس فيجاس الدولي للبيتزا بفضل بيتزا على طراز ديترويت، ووفقًا لمعلم البيتزا توني جيميجناني، كان رد الفعل فوريًا.
وفقًا لـ Serious Eats، «في أوائل عام 2016 أو نحو ذلك، بدا أن الجميع يتحدثون عنه أو يكتبون عنه أو يفتحون مطاعم مخصصة له.» كتبت مجلة Pizza Today التجارية في عام 2018 أنه «ربما لم يدخل أي نمط بيتزا إلى الوعي العام بالطريقة التي دخلت بها بيتزا بان على طراز ديترويت.» قالت مجلة Restaurant Hospitality التجارية أن النمط أصبح شائعًا على Instagram.
في عام 2019، وصفت مجلة Esquire هذا النمط بأنه «أحد أكثر اتجاهات الطعام رواجًا في جميع أنحاء أمريكا»، وقالت كل من صحيفة Detroit Free Press  وموقع Eater إن البيتزا على طراز ديترويت «تحظى بلحظتها». كتب إيتر أن مطاعم البيتزا التي تقدم هذا النمط انتشرت في جميع أنحاء الولايات المتحدة، لكن البيتزا الجديدة كانت مختلفة.

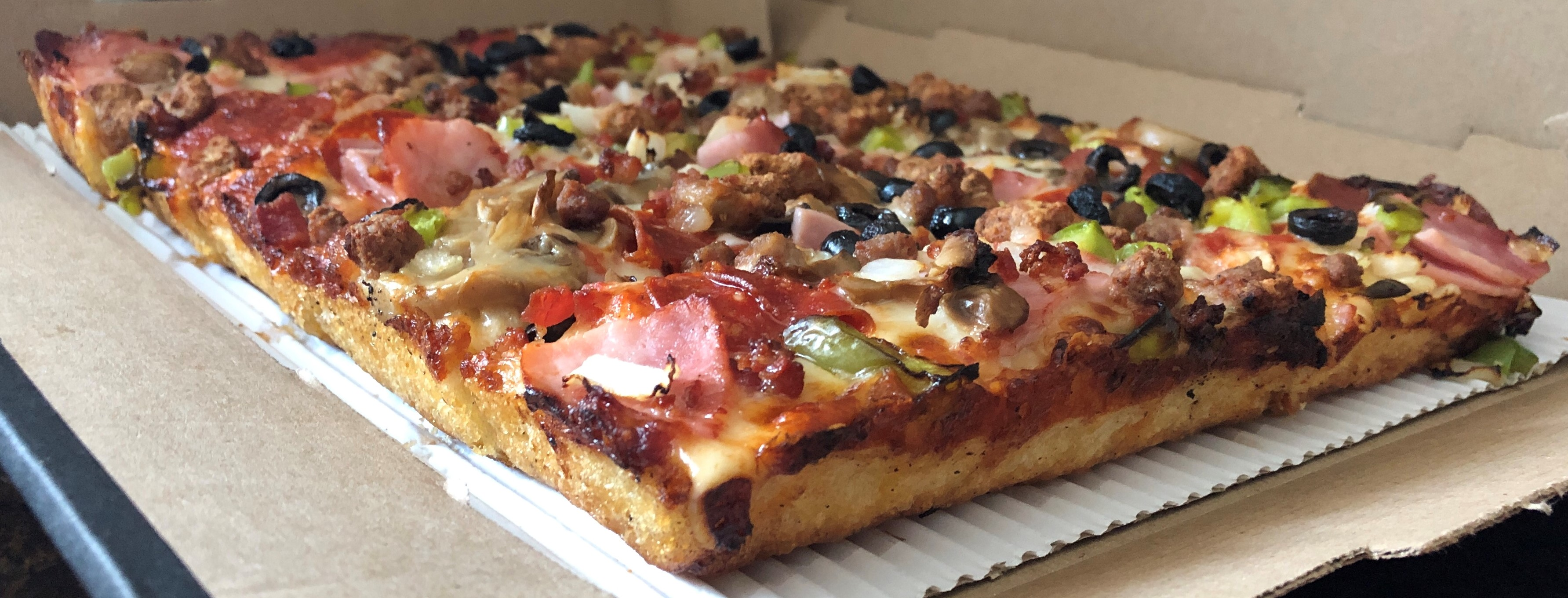
بيتزا ديترويت تظهر الصلصة فوق بعض الإضافات، وقشرة الجبن الدانتيلية، والجبن على الحافة

قال إيتر إن الاتجاه الحرفي كان بطيئًا في الانتشار في ديترويت. إلى جانب هوت دوج جزيرة كوني وكولر بوسطن، يعد الطراز التقليدي في ديترويت أحد الأطعمة المحلية الشهيرة في ديترويت.
وفقًا لتقرير توقعات عام 2021، أشار موقع Yelp.com إلى أن البيتزا على طراز ديترويت كانت وطنية وأفاد بأن المراجعات التي تذكر «بيتزا على طراز ديترويت» ارتفعت بنسبة 52%. في عام 2023، نشرت المؤلفة كارين ديبيس، المقيمة في ديترويت ، كتاب «بيتزا على طراز ديترويت: تاريخ داوت تاون» الذي يغطي ثلاث موجات من البيتزا على طراز ديترويت، بدءًا من المبتكرين الأصليين وحتى مطاعم البيتزا الحالية في جميع أنحاء البلاد.

## الاستقبال
أدرج ناقد الطعام آلان ريتشمان من مجلة جي كيو بيتزا بادي ولويجي ذا أوريجينال ضمن قائمته لعام 2009 لأفضل 25 بيتزا في الولايات المتحدة. فازت بيتزا على طراز ديترويت من صنع راندازو، الذي كان يعمل آنذاك في شركة كلوفرليف، ببطولة العالم لمعرض لاس فيجاس الدولي للبيتزا لعام 2012. قامت صحيفة شيكاغو تريبيون بمراجعة مطعم Jet's Pizza في عام 2013 وأعطته تقييمًا عاليًا للغاية. في عام 2019، صنفت مجلة The Daily Meal مطعم Buddy's كأفضل بيتزا في ميشيغان. أطلقت صحيفة ديترويت فري برس على مطعم كلوفرليف لقب المطعم الكلاسيكي لعام 2020.
في عام 2020، أدرج أربعة مطاعم في منطقة ديترويت، وهي Buddy's، وSupino Pizzeria، وLoui's Pizza، وCloverleaf Pizza، ضمن أفضل 101 بيتزا في أمريكا بواسطة The Daily Meal. أطلقت مجلة Pizza Today على Via 313، أحد متاجر البيتزا الرائدة على طراز ديترويت في البلاد، لقب «مطعم البيتزا المستقل لهذا العام» في عام 2020. يذكر Plate أن «القشرة المطاطية وزوايا الجبن المقرمشة والوجبة الدسمة للشريحة تتناسب تمامًا مع ما يريده العملاء الآن: راحة غنية ومرضية.» تصف صحيفة Palm Beach Post كيف أن مخبزًا في دلراي بيتش بولاية فلوريدا، به متجر بيتزا على طراز ديترويت، يبيع البيتزا الجاهزة التي يطلبوها عبر الإنترنت في منتصف النهار يوم الاثنين للاستلام في الأحد التالي في غضون دقائق.  قدم كاتب في موقع Delish من شيكاغو ومقيم حاليًا في مدينة نيويورك مراجعة إيجابية في مقال بعنوان «ما هي البيتزا على طراز ديترويت؟ إنها أفضل بكثير من البيتزا العميقة أو شريحة نيويورك».

## روابط خارجية
قالب:Pizza in the United States